# Міддл-Веллі (Теннессі)
Міддл-Веллі (англ. Middle Valley) — переписна місцевість (CDP) в США, в окрузі Гамільтон штату Теннессі. Населення — 11 695 осіб (2020).

## Географія
Міддл-Веллі розташований за координатами 35°11′27″ пн. ш. 85°11′51″ зх. д. / 35.19083° пн. ш. 85.19750° зх. д. (35.190750, -85.197448).  За даними Бюро перепису населення США в 2010 році переписна місцевість мала площу 27,98 км², з яких 27,75 км² — суходіл та 0,22 км² — водойми. В 2017 році площа становила 25,47 км², з яких 25,27 км² — суходіл та 0,20 км² — водойми.

## Демографія
Згідно з переписом 2010 року, у переписній місцевості мешкали 12 684 особи в 4793 домогосподарствах у складі 3814 родин. Густота населення становила 453 особи/км².  Було 5042 помешкання (180/км²).
Расовий склад населення:
| - 93,9 % — білих - 2,2 % — чорних або афроамериканців - 2,0 % — азіатів - 0,3 % — корінних американців |

До двох чи більше рас належало 1,1 %. Частка іспаномовних становила 1,7 % від усіх жителів.
За віковим діапазоном населення розподілялося таким чином: 23,4 % — особи молодші 18 років, 61,8 % — особи у віці 18—64 років, 14,8 % — особи у віці 65 років та старші. Медіана віку мешканця становила 41,2 року. На 100 осіб жіночої статі у переписній місцевості припадало 95,7 чоловіків;  на 100 жінок у віці від 18 років та старших — 92,1 чоловіків також старших 18 років.
Середній дохід на одне домашнє господарство  становив 71 070 доларів США (медіана — 59 122), а середній дохід на одну сім'ю — 77 824 долари (медіана — 65 233). Медіана доходів становила 45 393 долари для чоловіків та 31 452 долари для жінок. За межею бідності перебувало 6,4 % осіб, у тому числі 8,6 % дітей у віці до 18 років та 4,8 % осіб у віці 65 років та старших.
Цивільне працевлаштоване населення становило 6194 особи. Основні галузі зайнятості: освіта, охорона здоров'я та соціальна допомога — 18,4 %, виробництво — 12,6 %, транспорт — 12,1 %, роздрібна торгівля — 12,0 %.